# Eschweiler Bergwerks-Verein

Het Akens steenkoolbekken omstreeks 1937 met EBV-concessies in geel

De Eschweiler Bergwerksverein (EBV, andere naam: Anonyme Gesellschaft Eschweiler Bergwerksverein) met hoofdvestiging in Hückelhoven (1834 - 1913 Eschweiler-Pumpe, 1913 - februari 2008 Herzogenrath-Kohlscheid) heeft als belangrijkste mijnbouwbedrijf van het Aachener Steinkohlenrevier (het Akens steenkoolbekken) een grote stempel gedrukt op de Duitse regio Aken.
Na de sluiting van alle mijnen in de regio Aken, concentreerde de EBV zich op de handel in onroerend goed en was als Gesellschaft mit beschränkter Haftung (vergelijkbaar met een Nederlandse B.V.) een dochteronderneming van het toenmalige onroerendgoedbedrijf RAG-Immobielen-Verbundes, die met ongeveer 8500 panden en ook vele bouwterreinen tot het grootste onroerendgoedbedrijf in de regio Aken-Eschweiler behoorde. Sinds september 2007 zijn deze bedrijven ondergebracht in de Evonik Immobielen GmbH/Evonik Wohnen GmbH, de onroerendgoedtak van de Evonik Industries AG, welke vanaf 2011 onder de naam Vivawest opereert. Na het opheffen van het EBV-hoofdkantoor in Kohlscheid in het begin van 2008 is de EBV GmbH tegenwoordig alleen nog actief als zelfstandig bedrijf op het gebied van mijnschade.

## Geschiedenis

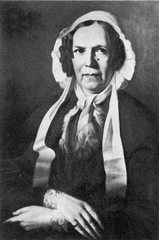
Christine Englerth

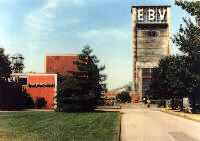
De mijn Emil Mayrisch met „EBV“

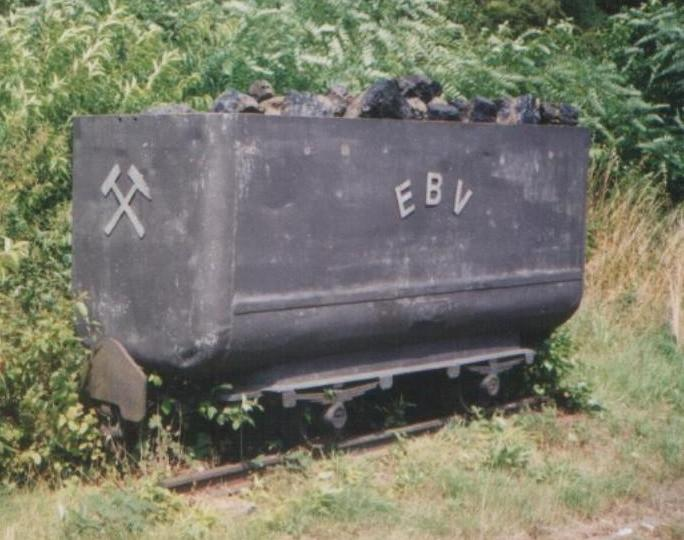
„EBV“-mijnwagen bij Nothberg

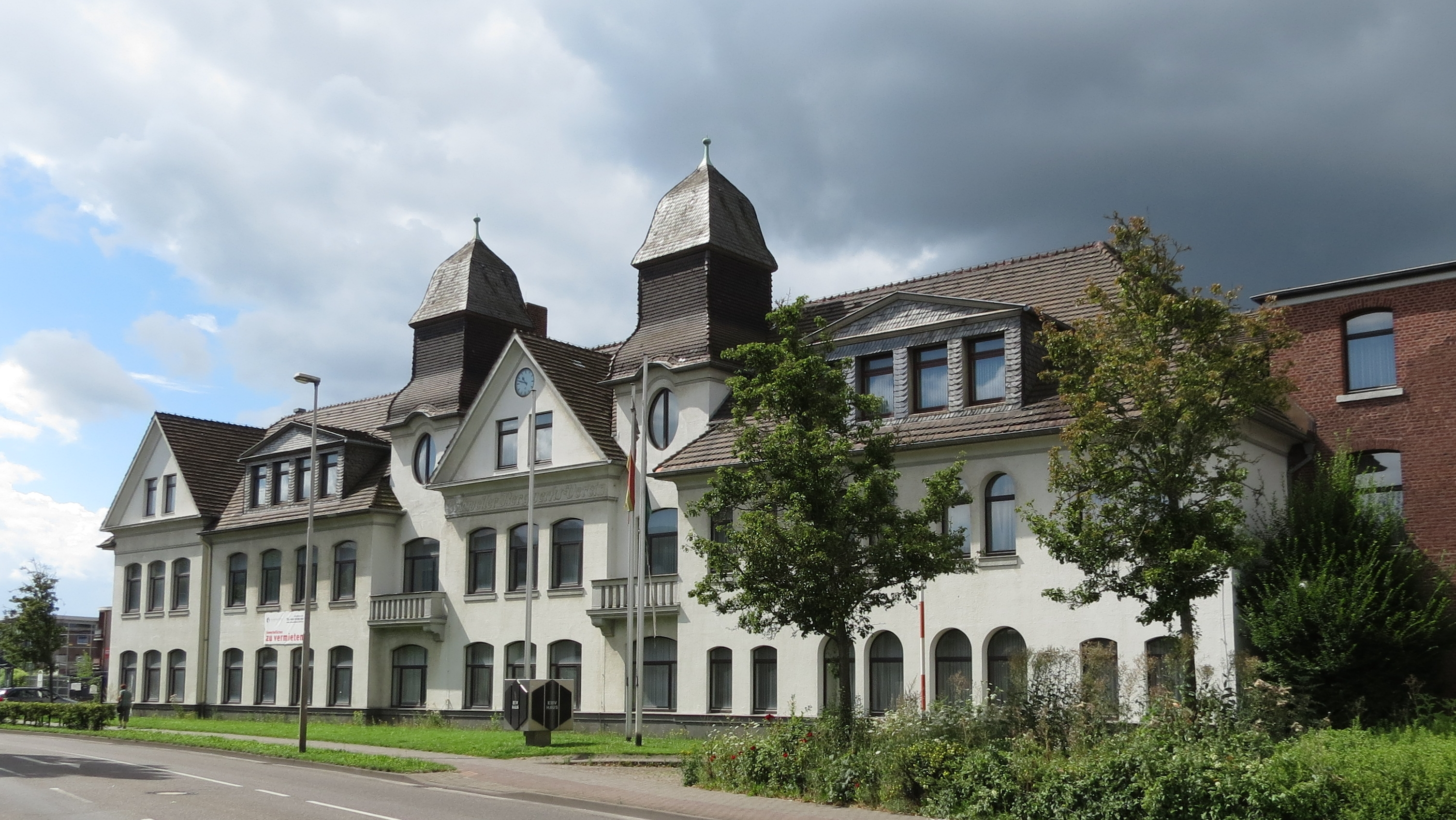
Voormalig EBV-hoofdkantoor in Kohlscheid

Op 2 augustus 1834 werd in Eschweiler de oprichting van een vennootschap op aandelen overeengekomen, het Eschweiler Bergwerks-Verein. De notariële overeenkomst werd ondertekend door een vrouw -in deze tijd hoogst ongebruikelijk- genaamd Christine Englerth. Het lukte haar met de nodige zorg en beleid het familiebedrijf ongedeeld te behouden en verder uit te breiden. Met haar dood op 4 mei 1838 was de oprichting van het Eschweilers Bergwerks-Verein compleet: hiermee ontstond het eerste Pruisische mijnbouwaandelenbedrijf. De eerste directeur was Johann Heinrich Graeser, van 1838 tot 1847.
De EBV won in eerste instantie steenkool uit de Eschweiler Kohlberg in de Inderevier. Met de aankoop van de steenkoolmijn Anna in Alsdorf werden vanaf 1863 de bedrijfsactiviteiten ook uitgebreid in het Wurmrevier. EBV had hier al sinds 1842 aandelen in de Pannesheider Bergwerksverein en was ook over de grens actief als aandeelhouder in de Neuprickmijn in Bleijerheide en Laura en Vereeniging in Eygelshoven. In 1907 nam Eschweiler Bergwerksverein de exploitatiemaatschappij Vereinigungsgesellschaft für Steinkohlenbau im Wurmrevier over, de op een na grootste mijnbouwonderneming van het Aachener Revier. Door deze fusie kreeg EBV er nieuwe mijnen bij in Mariadorf (gemeente Alsdorf) en Würselen. Terwijl EBV zich tot 1907 specifiek toelegde op de afzet van steenkolen voor industriële toepassing, werden in de toegevoegde mijnen hoofdzakelijk huisbrandkolen gedolven. De laatste mijn die EBV in het Akens steenkoolbekken opende, was de Grube Emil Mayrisch in Aldenhoven-Siersdorf (gebouwd: 1938-1952). De mijn draagt de naam van de technische directeur van het Luxemburgs staalconcern Arbed. Arbed was sinds 1913 door een overeenkomst van gemeenschappelijk belang nauw verbonden met de EBV. Sinds het midden van de jaren '20 had zij meer dan 90% van het aandelenkapitaal van de Akense onderneming in haar bezit. Arbed verzekerde zich door deze connectie van een eigen cokesbasis en verplichtten zich tot het meefinancieren van de nodige investeringen voor EBV. Deze gemeenschappelijke belangen bleven meer dan 75 jaar bestaan, tot 1989, en hield pas op bij de overname van EBV door Ruhrkohle AG. Aangezien sinds het midden van de jaren '60 de cokeskolenreserve in de Aachener Revier langzaam aan minder werd, breidde de EBV zich ook in het Ruhrgebied uit. Zo kocht EVB de mijnen Erin en Graf Schwerin in Castrop-Rauxel aan en werden ook de mijnen Westfalen in Ahlen en Lothringen in Bochum gekocht.
Toen er in 1997 een einde kwam aan de steenkolenwinning in het Aachener Revier veranderden de activiteiten van EBV vrijwel geheel in onroerendgoeddienstverlening. Omdat het vroeger gebruikelijk was de mijnwerkers in bedrijfswoningen onder te brengen, bezit EBV duizenden woonpanden en vele bouwpercelen in de regio Aken. Daartoe horen ook de stilgelegde mijnbouwinstallaties, die voor het grootste gedeelte tot industriegebieden omgevormd zijn. In het kader van de herstructurering van het RAG-concern is de EBV inmiddels een dochteronderneming van EVONIK-Immobilien met het hoofdkantoor in Essen en een kantoor met klantenservice in Alsdorf.
Bij de verschuiving van de kolenwinning van het Inderevier naar het Wurmrevier werd in 1913 het hoofdkantoor van de EBV van Eschweiler-Pumpe naar Kohlscheid verplaatst. In de vrijgekomen gebouwen in Eschweiler, in de volksmond "Bergamt" genoemd, werd het beheer ondergebracht van de afdeling EBV-Eisenhütten.
Ook de buizen- en staalfabriek hoorden ook enige tijd bij de EBV in Eschweiler-Aue en Aken-Rothe Erde. De staalfabriek Rothe Erde werd in 1926 stilgelegd, omdat Arbed de staalindustrie in Luxemburg ging concentreren. De staalfabriek in Aue werd al eerder gesloten, omdat deze niet kon concurreren tegen de staalfabrieken in het Ruhrgebied. De buizenfabrieken in Aue bestaan nog altijd als zelfstandige onderneming. In 2008 werd het EBV-hoofdkantoor in Kohlscheid opgeheven en verplaatst naar Hückelhoven.

## Deutsche Fibercast GmbH
De Deutsche Fibercast GmbH was een in het begin van de jaren '60 door de EBV opgerichte onderneming voor glasvezelversterkte kunststofbuizen. Later ging dit bedrijf verder onder de naam Fiberdur Vanck en bouwde een nieuwe fabriek in Aldenhoven-Siersdorf. De Fibercast vond onderdak in de laatst overgebleven gebouwen van de Grube Reserve gelegen tussen Eschweiler-Mitte en Nothberg.

## Overige
De „Eschweilerstraße“ in Hürth verwijst naar het voormalig bedrijventerrein van de „Ribbert-Werke“, de briketten- en aardewerkbuizenfabriek die in 1920 door de EBV overgenomen werd. De Ribbertfabriek, waar in Hürth al een straat genoemd is naar de oprichter Moritz Ribbert, was het eerste en lange tijd het grootste bedrijf in Hürth. In 1928 werd de fabriek door de EBV aan de Roddergrube verkocht en in 1944 door bombardementen zwaar vernield.
Voor de arbeiders werden in de jaren '20 door het Akens-Stolbergs bouwbedrijf Robert Günzig GmbH zeer ruime woonwijken opgezet.